# União das Mulheres da Estónia

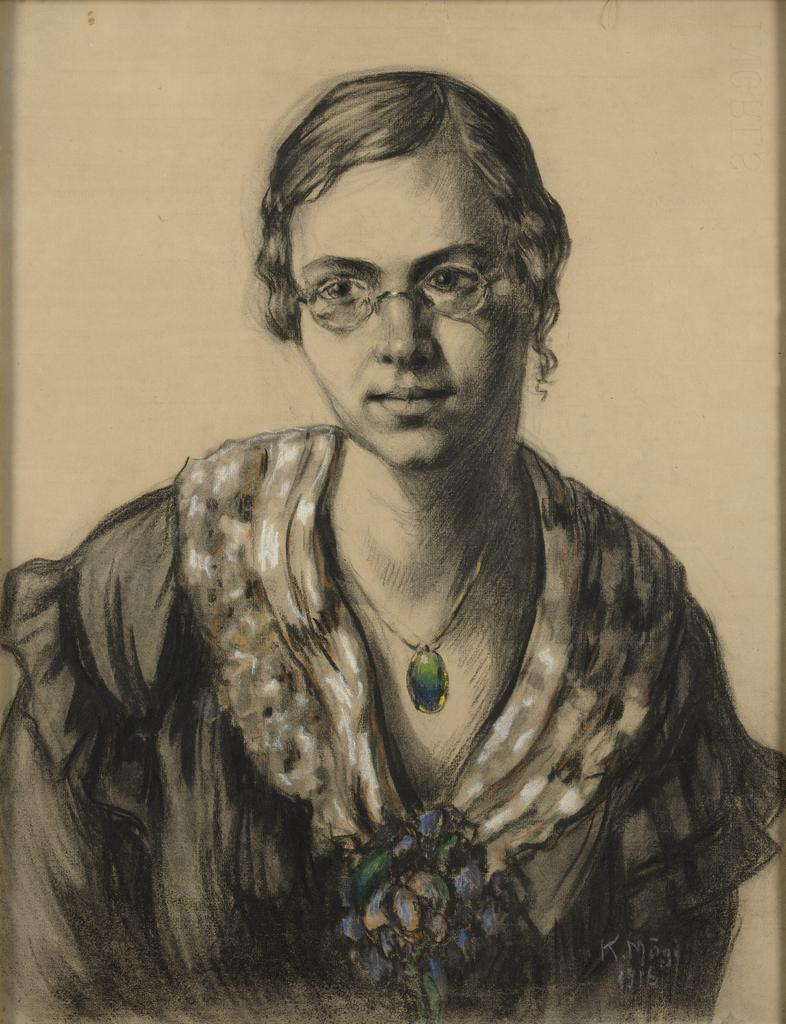
Marie Reisik foi a primeira líder ENL

União das Mulheres da Estónia (em estoniano:  Eesti Naisliit, abreviado ENL ) é uma organização de mulheres da Estónia.
A ENL foi criada em 1920 como União das Organizações de Mulheres da Estónia (em estoniano:  Eesti Naisorganisatsioonide Liit). A primeira líder do ENL foi Marie Reisik. Em 1940, a ENL foi encerrada, mas foi restabelecida a 13 de maio de 1989 em Tartu.
Todos os anos, a ENL escolhe a Mãe do Ano (em estoniano:  aasta ema) e o Pai do Ano (em estoniano:  aasta isa).